# Most Pentele
Most Pentele – most łukowy na Dunaju, łączący węgierskie miasta Dunaújváros i Dunavecse. Jest fragmentem przyszłej autostrady M8, która ma połączyć Wiedeń, Budapeszt i Szolnok. Most znany jest również pod nazwami Most Dunaújváros i Most autostrady M8 na Dunaju. Nazwa Pentele pochodzi od wsi Dunapentele, obok której w latach 50. XX wieku wybudowano miasto Dunaújváros.
Budowę mostu rozpoczęto w 2004 roku. Kontrakt, który podpisano 17 września 2004 roku, przewidywał ukończenie inwestycji do 30 listopada 2006 roku. Ostatecznie, most oddany został do użytku 23 lipca 2007 roku.
W pobliżu mostu, równolegle do Dunaju, przebiega autostrada M6.